# وی‌ری
وی ری(به انگلیسی :Vray) نام یک نرم‌افزار جانبی بوده که در زمینه پرداخت تصاویر سه بعدی به صورت ایستا و متحرک‌سازی فعالیت می‌کند. وی ری ساخت شرکت بلغارستانی کیاسگروپ (Chaos Group) است که به صورت یک افزایه یا پلاگین به نرم‌افزارهای اصلی در زمینه سه بعدی‌سازی اضافه می‌شود.
اولین نسخه این پلاگین در سال ۱۹۹۷ روانه بازار شد و با گذشت مدت زمان کمی توجه بسیاری از هنرمندان تصویر ساز سه بعدی را به خود جلب نمود
در ایران و بسیاری از کشورهای دیگر جهان این پلاگین از محبوبیت بسیار بالایی در میان معماران برخوردار است به‌طوری‌که اکثر دانشجویان این رشته اقدام به یادگیری آن برای ارائه بهتر و واقعی گرایانه تر طرح‌های خود می‌کنند.
وظیفه اصلی وی ری و دیگر موتورهای رندر که رغیب وی ری محسوب می‌شوند انجام محاسبات و پردازش‌هایی برای واقعی جلوه دادن تصویر سه بعدی می‌باشد که این محاسبات بر اساس الگریتم‌ها و فرمول‌های فیزیکی صورت می‌گیرد تا بتواند دنیای واقعی و رفتار نورها را در کامپیوتر به صورت فیزیکی شبیه‌سازی کند.
وی ری از ابتدای تولد خود تاکنون بارها بروزرسانی شده‌است و قدرت خود را در محاسبات دقیق تر افزایش داده و همین امر موجب محبوبیت بیشتر آن در میان کاربران دنیای نرم‌افزارهای سه بعدی شده‌است.
این پلاگین تاکنون برای نرم‌افزارهای بزرگی از جمله نرم‌افزارهای زیر نوشته شده‌است:
```
 
Autodesk 3ds Max

 
Autodesk Revit

 
Cinema 4D

 
Maya

 Modo
 Nuke
 
Rhinoceros

 
SketchUp

 
Softimage

 
Blender
```